# 巴爾特河

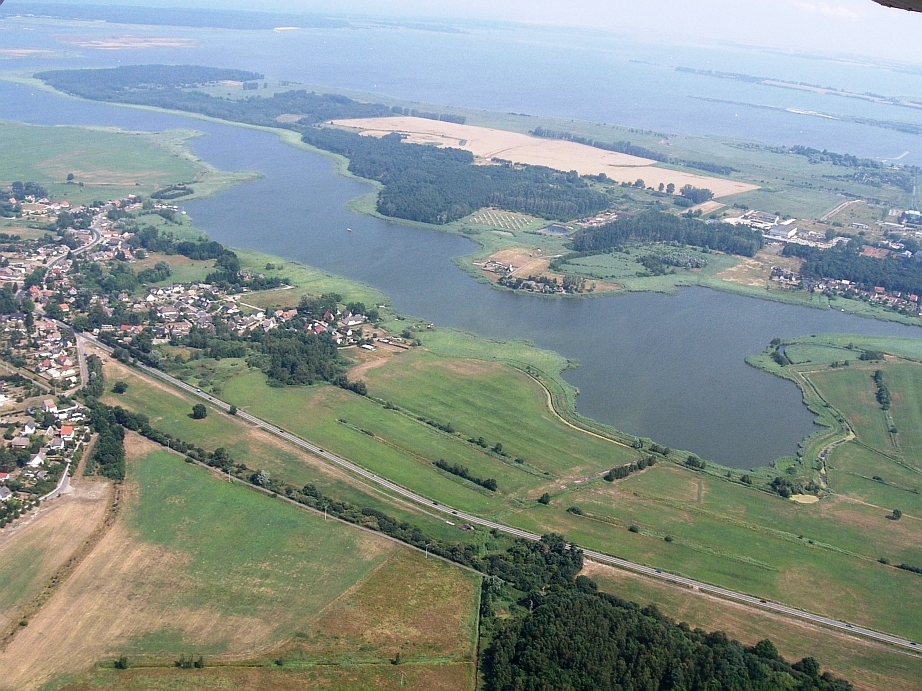
巴爾特河

巴爾特河（德語：Barthe），是德國的河流，位於該國東北部，由梅克倫堡-前波美拉尼亞州負責管轄，河道全長35公里，流域面積292平方公里，該河流有獨木舟和釣魚活動。